# HMS Northampton (1876)
El HMS Northampton era un crucero acorazado de la Clase Nelson de la Armada Real Británica, construido por Robert Napier & Sons, en Govan, Escocia y botado en 1876. 

## Historia operacional
El HMS Northampton fue buque insignia en la Flota  de la Estación naval de Norteamérica y las Indias del Oeste hasta que fue pasado a la reserva en 1886.

## Reserva y baja
Pasó a ser buque de entrenamiento en 1894 y fue vendido para desguace en 1905, a Ward, de Morecambe, Lancashire, Inglaterra.

## Anexos
- Anexo:Buques blindados (1855-1880)
- Anexo:Cruceros acorazados por país